# ŽVK Zagreb
ŽVK "Zagreb" je bio ženski vaterpolski klub iz Zagreba.

## O klubu
S natjecanjima u prvenstvu i kupu Hrvatske je započeo 2001. godine pod nazivom "Aurum osiguranje", a od 2002. godine se natječe pod imenom "Zagreb". Klub je djelovao do 2007. godine, a poslije je većina igračica prešla u "Mladost"

## Uspjesi
Prvenstvo Hrvatske
- doprvakinje: 2001., 2002., 2003., 2004.

Kup Hrvatske
- pobjednice: 2001.
- drugoplasirane: 2002., 2003., 2004., 2005., 2006.

## Unutrašnje poveznice
- Vaterpolski klub Zagreb

## Vanjske poveznice
- ŽVK Zagreb, blog.dnevnik.hr